# Copa América de Futsal 2000
La Copa América de Futsal 2000 fue la VII edición del certamen desde que este se celebra bajo el reglamento de la FIFA.

## Equipos participantes
Las diez selecciones de futsal miembros de la CONMEBOL participaron en este torneo.
- Argentina
- Bolivia
- Brasil
- Chile
- Ecuador
- Paraguay
- Perú
- Uruguay
- Venezuela

## Fase de grupos

### Grupo A
| Equipo  | Pts | PJ | PG | PE | PP | GF | GC | Dif | Clasificación |
| ------- | --- | -- | -- | -- | -- | -- | -- | --- | ------------- |
| Brasil  | 6   | 2  | 2  | 0  | 0  | 19 | 4  | +15 | Semifinales   |
| Bolivia | 3   | 2  | 1  | 0  | 1  | 10 | 10 | 0   | Semifinales   |
| Perú    | 0   | 2  | 0  | 0  | 2  | 6  | 21 | -15 |               |

| 29 de abril de 2000 | Brasil | 13:2 | Bolivia |  |  |

| 30 de abril de 2000 | Brasil | 6:2 | Bolivia |  |  |

| 1 de mayo de 2000 | Perú | 4:8 | Bolivia |  |  |

### Grupo B
| Equipo    | Pts | PJ | PG | PE | PP | GF | GC | Dif | Clasificación |
| --------- | --- | -- | -- | -- | -- | -- | -- | --- | ------------- |
| Argentina | 6   | 2  | 2  | 0  | 0  | 7  | 4  | +3  | Semifinales   |
| Venezuela | 3   | 2  | 1  | 0  | 1  | 8  | 9  | -1  |               |
| Paraguay  | 0   | 2  | 0  | 0  | 2  | 9  | 11 | -2  |               |

| 30 de abril de 2000 | Argentina | 4:3 | Paraguay |  |  |

| 1 de mayo de 2000 | Argentina | 3:1 | Venezuela |  |  |

| 2 de mayo de 2000 | Venezuela | 7:6 | Paraguay |  |  |

### Grupo C
| Equipo  | Pts | PJ | PG | PE | PP | GF | GC | Dif | Clasificación |
| ------- | --- | -- | -- | -- | -- | -- | -- | --- | ------------- |
| Uruguay | 6   | 2  | 2  | 0  | 0  | 17 | 5  | +12 | Semifinales   |
| Chile   | 3   | 2  | 1  | 0  | 1  | 6  | 16 | -10 |               |
| Ecuador | 0   | 2  | 0  | 0  | 2  | 8  | 10 | -2  |               |

| 29 de abril de 2000 | Uruguay | 12:1 | Chile |  |  |

| 1 de mayo de 2000 | Chile | 5:4 | Ecuador |  |  |

| 2 de mayo de 2000 | Uruguay | 5:4 | Ecuador |  |  |

## Fase final
|  | Semifinales | Semifinales |   |         | Final        | Final     |  |
|  | 6 de mayo   | 6 de mayo   |   |         | 7 de mayo    | 7 de mayo |  |
|  |             |             |   |         |              |           |  |
|  |             |             |   |         |              |           |  |
|  | Brasil      | 3           |   |         |              |           |  |
|  | Bolivia     | 1           |   |         |              |           |  |
|  |             |             |   |         |              |           |  |
|  |             |             |   |         |              |           |  |
|  |             |             |   |         | Brasil       | 6         |  |
|  |             | Argentina   | 0 |         |              |           |  |
|  |             |             |   |         |              |           |  |
|  |             |             |   |         |              |           |  |
|  |             |             |   |         | Tercer lugar |           |  |
|  |             |             |   |         |              |           |  |
|  | Argentina   | 2           |   | Uruguay | 4            |           |  |
|  | Uruguay     | 1           |   |         | Bolivia      | 2         |  |

| Brasil                     |
| Campeón Brasil 7.mo título |